# Longford Town Football Club
El Longford Town Football Club (en irlandés: Cumann Peile Bhaile Longfort) es un club de fútbol de Irlanda, con sede en Longford, Condado de Longford. Fue fundado en 1924 y compite en la Primera División, segunda categoría del fútbol irlandés.

## Palmarés

### Torneos nacionales
- Copa de Irlanda (2): 2003, 2004
- Copa de la Liga de Irlanda (1): 2004
- Copa Intermedia (5): 1936-37, 1954-55, 1959-60, 1961-62, 1968-69

## Participación en competiciones de la UEFA
| Temporada | Torneo   | Ronda            | Club            | Casa | Visita | Global |
| --------- | -------- | ---------------- | --------------- | ---- | ------ | ------ |
| 2001–02   | UEFA Cup | Clasificatoria 1 | Litex Lovech    | 1–1  | 0–2    | 1–3    |
| 2004–05   | UEFA Cup | Clasificatoria 1 | Vaduz           | 2–3  | 0–1    | 2–4    |
| 2005–06   | UEFA Cup | Clasificatoria 1 | Carmarthen Town | 2–0  | 1–5    | 3–5    |